# Лановский, Лев Аронович
Лев Аронович Лановский (7 января 1927, Ташкент, Узбекская ССР, СССР — 18 марта 2015) — советский и российский авиаконструктор ОАО «Туполев», главный конструктор самолёта Ту-204, лауреат Государственной премии СССР и Государственной премии Российской Федерации (2003).

## Биография
В 1949 г. окончил Московский авиационный институт.
- 1949—1957 гг. — главный инженер на заводе № 41 Главного управления гражданского воздушного флота при СМ СССР (ГВФ) в г. Минеральные Воды,
- 1957—1958 гг. — в Главном управлении ГВФ,
- 1958—1967 гг. — в ОКБ А.Н. Туполева, работал по испытаниям беспилотной техники.

С 1967 г. на филиале ОАО «Туполев»-Жуковской лётно-испытательной и доводочной базе вёл работы по испытаниям, доводке, сертификации и внедрению в эксплуатацию самолёта Ту-144. Был заместителем начальника Жуковской лётно-испытательной и доволочённой базы. С 1982 г. — главный конструктор самолёта Ту-204 и на начальном этапе самолёта Ту-334. Провёл постройку, сертификацию и внедрение в эксплуатацию самолёта Ту-204-100. Являлся директором программы серии самолётов Ту-204.
Похоронен в колумбарии Николо-Архангельского кладбища.

## Награды и звания
- Государственная премия Российской Федерации (2003) — за создание и внедрение в эксплуатацию семейства магистральных пассажирских самолётов на базе самолёта Ту-204
- Премия имени А. Н. Туполева (совместно с А. А. Туполевым, Г. А. Павловцом, за 2000 год) — за комплекс научно-исследовательских и опытно-конструкторских работ по созданию высокоэффективного среднемагистрального самолёта Ту-204